# Het blondje uit Pretoria
Het blondje uit Pretoria is een spionageroman van auteur Gérard de Villiers en het 77e deel uit de S.A.S.-reeks met als protagonist de Oostenrijkse prins en freelance CIA-agent Malko Linge.

## Het verhaal
Bij een bomexplosie in Pretoria komen 18 personen om het leven en zijn 280 gewond geraakt. De gebruikte explosieven waren uitgerust met geavanceerde detonatoren en waren kort daarvoor gestolen uit een vrachtwagen.
De Zuid-Afrikaanse geheime dienst en Amerikaanse CIA ontdekken al snel dat de Duitse terroriste Gudrun Tindorf het brein achter de aanslag vormt. Haar training genoot ze in een opleidingskamp in Tsjechoslowakije aan de andere kant van het IJzeren Gordijn en ze reist nu de gehele wereld over om aanslagen te plegen. Deze aanslagen worden niet gepleegd omwille van een persoonlijke politieke voorkeur of motief, enkel de te ontvangen hoeveelheid geld geeft de doorslag.
Malko wordt ingeschakeld om haar op te sporen en dit leidt hem van Zuid-Afrika naar Botswana.

## Personages
- Malko Linge, Oostenrijkse prins en CIA-agent;

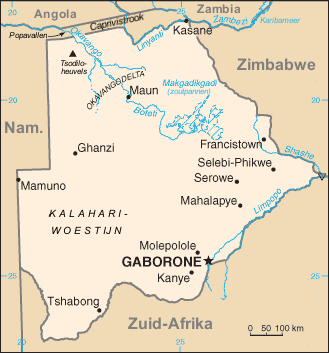
Overzichtskaart van de Republiek Botswana.

- Gudrun Tindorf.